# Partido Burgués Democrático
El Partido Burgués Democrático (BDP; en alemán Bürgerlich-Demokratische Partei, en francés Partis Bourgeois Démocratique, en italiano Partito Borghese Democratico y en romanche Partida Burgais Democratica) fue un partido político suizo de derecha conservadora.
El 1 de enero de 2021, el partido se fusionó con el Partido Demócrata Cristiano para formar el nuevo partido El Centro. Los partidos cantonales pueden seguir operando bajo el nombre actual de BDP.

## Orígenes
La UDC fue fundada en 1971 como un partido burgués de centro (como su mismo nombre lo indica Unión Democrática del Centro). Bajo la dirección moral de Christoph Blocher desde principios de los años 1990, el partido se empezó a orientar hacia una política de extrema derecha. Esto llevó a una lucha interna en los cantones de Berna, Grisones y Glaris, debido a que las secciones de dichos cantones procedían de la rama del Partido Democrático y del Partido Agrario (campesinos, artesanos y burgueses), que tenían una tradición política burguesa mas no extrema.
El punto de ruptura se dio con la elección de la grisona UDC Eveline Widmer-Schlumpf al Consejo Federal el 12 de diciembre de 2007, ya que el candidato oficial de la UDC era el Consejero saliente, el zuriqués Christoph Blocher. Al aceptar el cargo, Eveline se "echó encima" a la cúpula del partido (en la que también se encuentra Blocher), haciendo que el partido segregara la sección grisona al no aceptar expulsar a la consejera federal del partido cantonal. 
El Partido Burgués Democrático nace entonces de la disolución de la sección grisona y de la escisión de las secciones bernesa y glaronesa de la Unión Democrática de Centro, que por solidaridad a la sección grisona, y también por el rumbo que el partido había tomado, decidieron fundar un nuevo partido.
La primera sección cantonal en ser creada fue la zuriquense (6 de junio de 2008), aunque ésta durante algún tiempo no formó parte oficialmente del partido nacional. La segunda en ser fundada fue la grisona el 16 de junio, seguida por la bernesa el 21 de junio y la glaronesa el 28 de agosto. Estas tres secciones fundaron el partido nacional el 1 de noviembre en la ciudad histórica de Glaris. Más tarde las secciones de Turgovia (10 de noviembre) y Argovia (21 de noviembre) fueron fundadas y confederadas al partido nacional.

## Mandatos
A nivel federal, el PBD contó en la legislatura 2007-2011 con cuatro consejeros nacionales (2 de Berna y 2 de los Grisones) y un consejero de los Estados (de Berna). En los gobiernos cantonales, el partido contó con un ministro en el cantón de Berna, dos en el cantón de los Grisones y uno en el cantón de Glaris. En los parlamentos cantonales contó con 17 miembros en Berna, 8 en Glaris y 32 en los Grisones (todos los exdiputados de la UDC se adhirieron al nuevo partido). Además, contó con varios políticos locales, como alcaldes y concejales, entre otros.
En las elecciones federales de 2011, el partido logró mantener su escaño en el Consejo de los Estados en el cantón de Berna. En el Consejo Nacional, logra ocupar cuatro escaños suplementarios y alcanza una votación de por los menos 5% a nivel federal, posicionándolo como el séptimo partido con mayor votación.

## Resultados electorales
| Año  | Votos        | %     | Consejo Nacional | +/- | Consejo de los Estados | +/-         |
| ---- | ------------ | ----- | ---------------- | --- | ---------------------- | ----------- |
| 2011 | 132.279 (#6) | 5,4%  | 9/200            |     | 1/46                   |             |
| 2015 | 103.476 (#7) | 4,1%  | 7/200            | 2   | 1/46                   | Sin cambios |
| 2019 | 59.206 (#7)  | 2,47% | 3/200            | 4   | 0/46                   | 1           |